# Selmeczi György (zeneszerző)
Selmeczi György (Kolozsvár, 1952. március 8. –) a Nemzet Művésze címmel kitüntetett, Kossuth- és Erkel-díjas zeneszerző, zongoraművész, karmester, operarendező, érdemes művész. A Széchenyi Irodalmi és Művészeti Akadémia Miskolci Területi Csoportjának tagja.

## Élete, munkássága
Anyja Selmeczi Marcella zenepedagógus. Zenei tanulmányait már ötéves korában elkezdte, tanárai Tulogdy Sarolta, Guttmann Mihály, Szalay Miklós és Vermesy Péter voltak. 1971-ben nyert felvételt a bukaresti Zeneművészeti Főiskolára, ahol Halmos György és Oláh Tibor voltak a mesterei. 1975-ben Budapesten folytatta tanulmányait: a Liszt Ferenc Zeneművészeti Főiskolán, Kadosa Pálnál tanult. 1976-tól 1977-ig Párizsban Pierre Boulez, majd 1979-ben – szintén Párizsban – Daniel Charles irányításával dolgozott.
Közben, 1974-től 1975-ig a kolozsvári Állami Magyar Színházban helyezkedett el karmesterként és zeneszerzőként, miközben számos rádió- és televíziófelvételt készített. 1976-ban Miskolcra költözött, ahol a Zeneakadémia miskolci tanárképző intézetében tanított. Megalakította és vezette a Miskolci Új Zenei Műhelyt, és a Miskolci Nemzeti Színház zeneigazgatója volt. Emellett még a budapesti 25. Színház zeneigazgatói posztját is betöltötte. Zeneszerzőként számos színpadi és filmzenét komponált. Az 1980-as években a budapesti Várszínház és a József Attila Színház zeneigazgatójaként tevékenykedett. Megalapította a Mérték Egyesületet, a Vetületek Kortárs Opera Fórumot, 1989-ben Budapesten újjáalakította a Camerata Transsylvanica kamarazenekart, létrehozta a Budapesti Kamaraoperát. 1995-ben megalapította az Auris Társulat és Művészeti Alkotóközösséget, melynek azóta is művészeti vezetője. 1996 és 2000 között a szolnoki Szigligeti Színház zeneigazgatója volt, miközben a Kolozsvári Állami Magyar Opera állandó vendégkarmestere, 2004-től művészeti vezetője. 2002-től a Színház- és Filmművészeti Egyetem zenei tanszékének vezetője és a Nemzeti Színház zeneigazgatója. 2000 márciusában – a hat alapító tag egyikeként – közreműködött a Miskolci Akadémiai Bizottság keretén belül megalakult Széchenyi Irodalmi és Művészeti Akadémia (SZIMA) Miskolci Területi Csoportja létrehozásában.
Magyarországon kívül Európa számos országában hangversenyezik karmesterként, zongoraművészként és zeneszerzőként. Hangfelvételek sora fűződik a nevéhez (saját művein kívül Liszttől Sztravinszkijig), ezeken kívül televíziós népszerűsítő sorozatot készített az operáról (Kolozsvári operamesék), tévés interjúsorozatot kortárs zenészekkel (Kortársaim). Részben az Auris Társulat közreműködésével számos opera- és más zenei előadást rendezett és vezényelt szerte az országban, Bizet-től Verdiig.

## Díjai
- Artisjus-díj a legjobb kortárs zenei előadásért (1987, 1990, 2007)
- A Budapesti Filmszemle díja a legjobb filmzenéért (1983, 1986)
- A kecskeméti Animációs Filmszemle zeneszerzői díja (1995)
- Erkel Ferenc-díj (1999)
- Liszt Ferenc Hanglemez Nagydíj a „Liszt – Kései művek” című CD-ért, hangszerelte és vezényelte (2002)
- Duna-díj (2008)
- A Magyar Köztársasági Érdemrend lovagkeresztje (2010)
- Érdemes művész (2012)
- Kossuth-díj (2019)[2]
- A Nemzet Művésze (2023)[3]
- A Magyar Filmakadémia életműdíja (2024)[4]

## Művei
| - Zenekari művek - Két zenekari darab - Három zenekari darab - Scherzo zenekarra - Waldszenen - Bulgakov – Poeme Symphonique - Versenyművek - Concerto trombitára, hárfára és vonószenekarra - Concerto négy hegedűre és vonósokra - Kamarazene - Vonósnégyesek - Zongoraművek - Dalok - Oratorikus művek - A Tisza (oratórium) - Rekviem - Operetka (kantáta) - Kamarakantáták - Monumentum Bartók emlékére - Himnuszok I–VII. (kantáta ciklus) - Szólókantáták - Missa Prima - Missa Quarta - Ünnepi gyermekzene (Millenniumi óda) - A szerelem és irgalom dalai I–IX. (oratórium) - Missa Quinta - Kórusművek - II., III., V. mise - Két madrigál nőikarra - Három kórusmű Weöres Sándor verseire - Három varjú - Missa Sixta | - Színpadi művek - Spiritiszták (opera) - A Szirén (opera) - Les enfants de la patrie (balett) - A pokol színei (balett) - Diótörő herceg (zenés játék) - Még ma (musical) - Svejk vagyok (musical) - A három testőr (musical) - Micimackó (zenés játék) - A függő város (zenei performansz) - Az aranyember (koncert-filmzene Korda Sándor némafilmjéhez) - Vedd könnyen, szivi! (zenés játék) - Veron (opera, 2022) - Filmzenék - Angi Vera (1978, rendező: Gábor Pál) - Kettévált mennyezet (1981, rendező: Gábor Pál) - Mese habbal (1979, rendező: Bácskai Lauró István) - Megáll az idő (1981, rendező: Gothár Péter) - Tiszta Amerika (1987, rendező: Gothár Péter) - Iskolakerülők (1989, rendező: Kardos Ferenc) - Melodráma (rendező: Gothár Péter) - Idő van (rendező: Gothár Péter) - A részleg (rendező: Gothár Péter) - Gyerekrablás a Palánk utcában (rendező: Mihályfi Sándor) - Teketória (rendező: Maár Gyula) - Felhőjáték (rendező: Maár Gyula) - Szerencsés Dániel (rendező: Sándor Pál) - Higgyetek nekem (rendező: Gyarmathy Lívia) - Laura (rendező: Gyarmathy Lívia) - Mennyei Seregek (rendező: Kardos Ferenc) - Szirmok, virágok, koszorúk (rendező: Lugossy László) - Tékozló apa (rendező: Zsigmond Vilmos) - Ábel a rengetegben (rendező: Mihályfi Sándor) - Ábel az országban (rendező: Mihályfi Sándor) - Ábel Amerikában (rendező: Mihályfy Sándor) - Hotel Quest (rendező: Moldoványi Ferenc) - Kínai védelem (rendező: Tompa Gábor) - Álombánya (rendező: Kántor László) - Jadviga párnája (rendező: Deák Krisztina) - Fény hull arcodra, kedvesem (rendező: Gulyás Gyula) - Rinaldo (rendező: Tóth Tamás) - Dallas 2004 (rendező: Pejó Róbert) |